# Walter E. Boveri

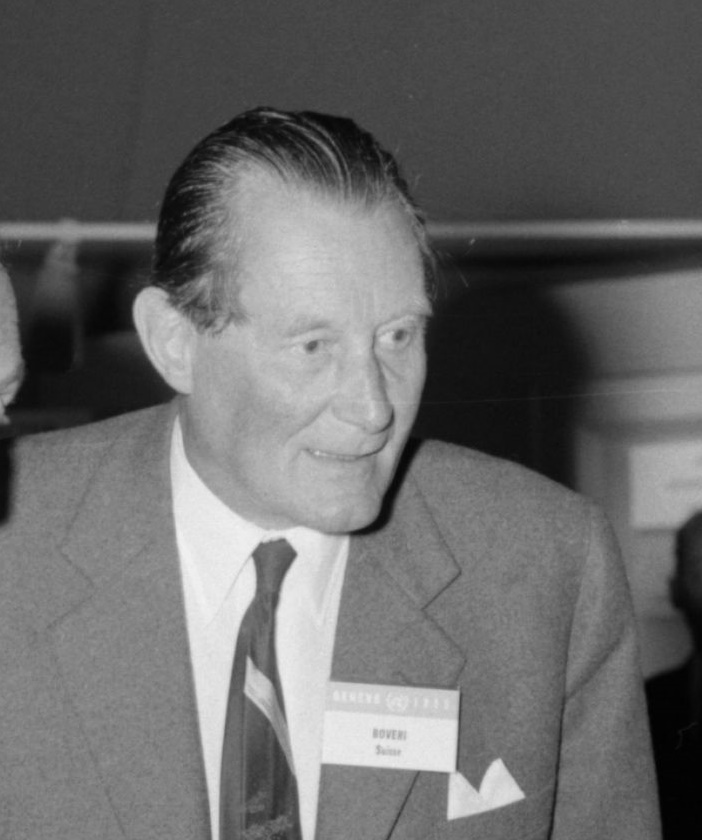
Walter E. Boveri (1955)

Walter E. Boveri (* 6. Dezember 1894 in Baden, Kanton Aargau; † 20. März 1972 in Zürich) war ein Schweizer Bankier und Verwaltungsratspräsident des weltweit tätigen Elektrotechnikkonzerns Brown, Boveri & Cie. (heute ABB).

## Biografie

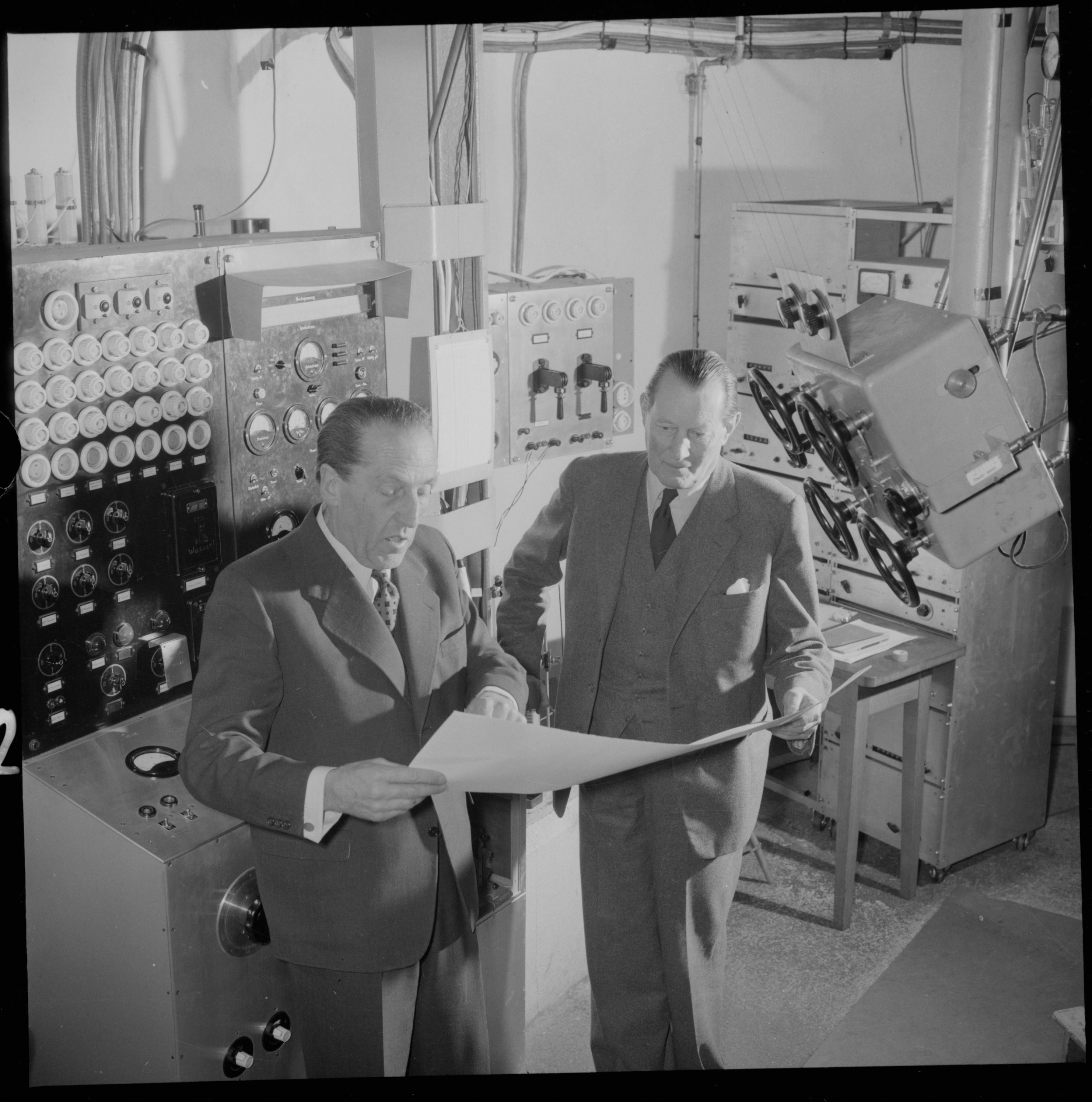
Paul Scherrer und Walter Boveri (rechts) an der ETH Zürich

Boveris Vater Walter Boveri war der Mitgründer der Brown, Boveri & Cie. (BBC) und lebte ab 1898 in der Villa Boveri in Baden.
Walter jun. war das zweite von drei Kindern. Er studierte in Zürich und stieg nach dem Ersten Weltkrieg bei BBC ein. Nach dem Tode seines Vaters wurde Fritz Funk Präsident des Verwaltungsrats und entliess Boveri fristlos. Boveri arbeitete bei der Privatbank C. J. Brupbacher und wurde 1930 nach dem Aufkauf eines Aktienpaketes Verwaltungsrat bei BBC. 
1938 wurde er zum Präsidenten des Verwaltungsrats gewählt. Er hatte das Präsidium bis 1966 inne. Unter Boveris strategischer Führung diversifizierte das Unternehmen in neue Produktionsbereiche wie die Elektronik und die Kernenergie. Boveri war Mitgründer der Reaktor AG, ab 1957 Betreiberin des ersten Versuchsreaktors Saphir in der Schweiz. An dessen Standort in Würenlingen wurde 1960 das Eidgenössische Institut für Reaktorforschung EIR eingerichtet. Boveri selbst blieb Bankier. Schon früher hatte er seinen Wohnsitz nicht mehr in Baden gehabt. Er kaufte jedoch 1943 das Elternhaus, um es in die Wohlfahrtsstiftung für BBC-Angestellte einzubringen. Er tauchte nur einen oder zwei Tage pro Woche in Baden auf und hatte seinen Wohnsitz in einem selbst geplanten Haus über Herrliberg. Nach dem Ausscheiden aus dem Präsidium wurde Boveri zum Ehrenpräsidenten ernannt.
1949 heiratete Boveri Annemarie Frida Wydler.

## Auszeichnungen
- Ehrendoktor der Universität Bern (1955)
- Ehrendoktor der ETH Zürich (1956)